# Сільвен Марконне
Сільвен Марконне (фр. Sylvain Marconnet; нар. 8 квітня, 1976, місто Живор, Франція). Стовп (англ. Pilier) національної збірної Франції з регбі та гравець клубу «Біарріц Олімпік», що виступає в Національній Лізі Франції — «Топ-14» .